# 控制传染源

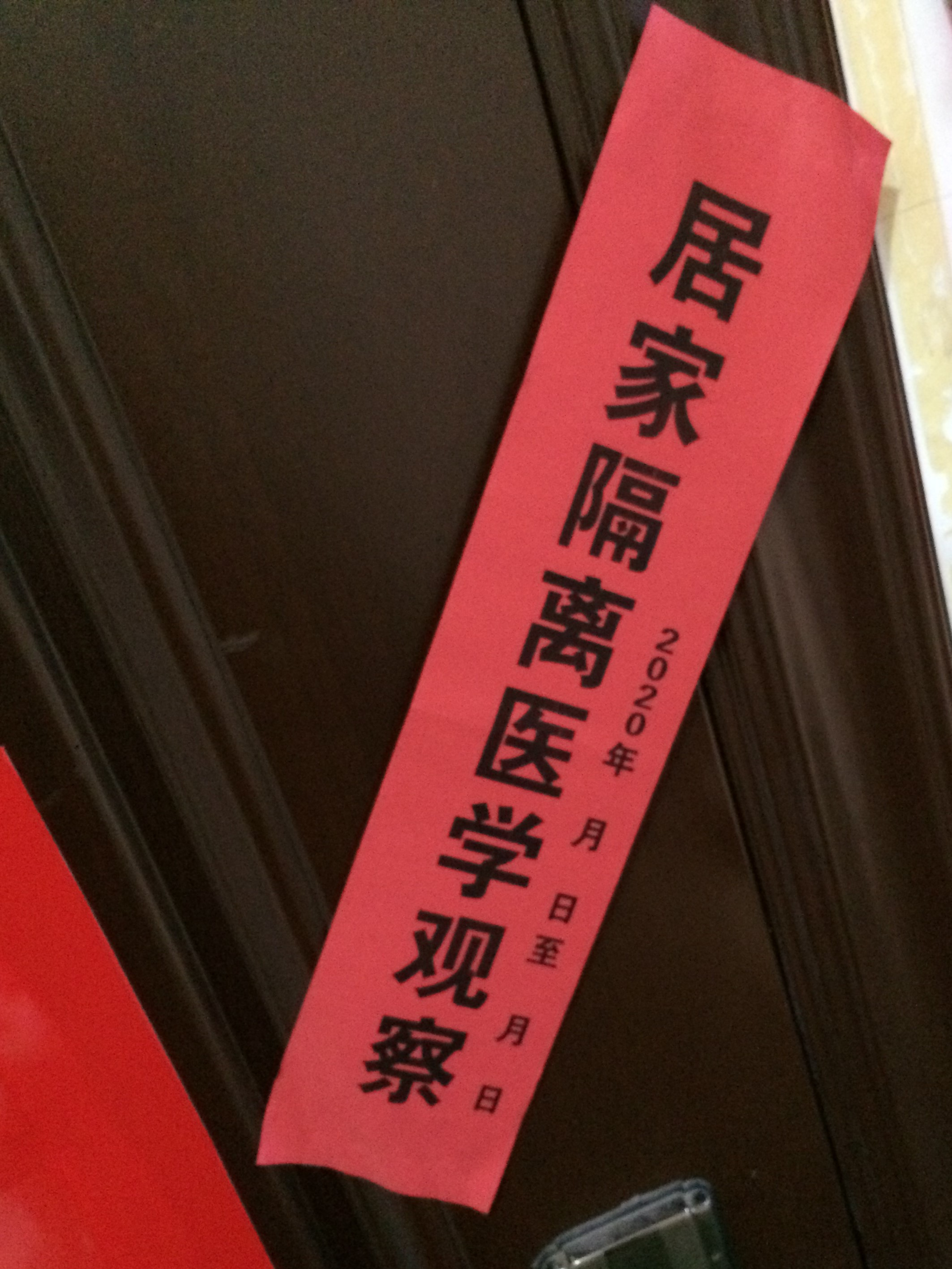
2019冠状病毒病疫情期间，中国大陆的确诊病例的密切接触者和疑似感染者依有關規定均需在家隔离，这是一种控制传染源的舉措。

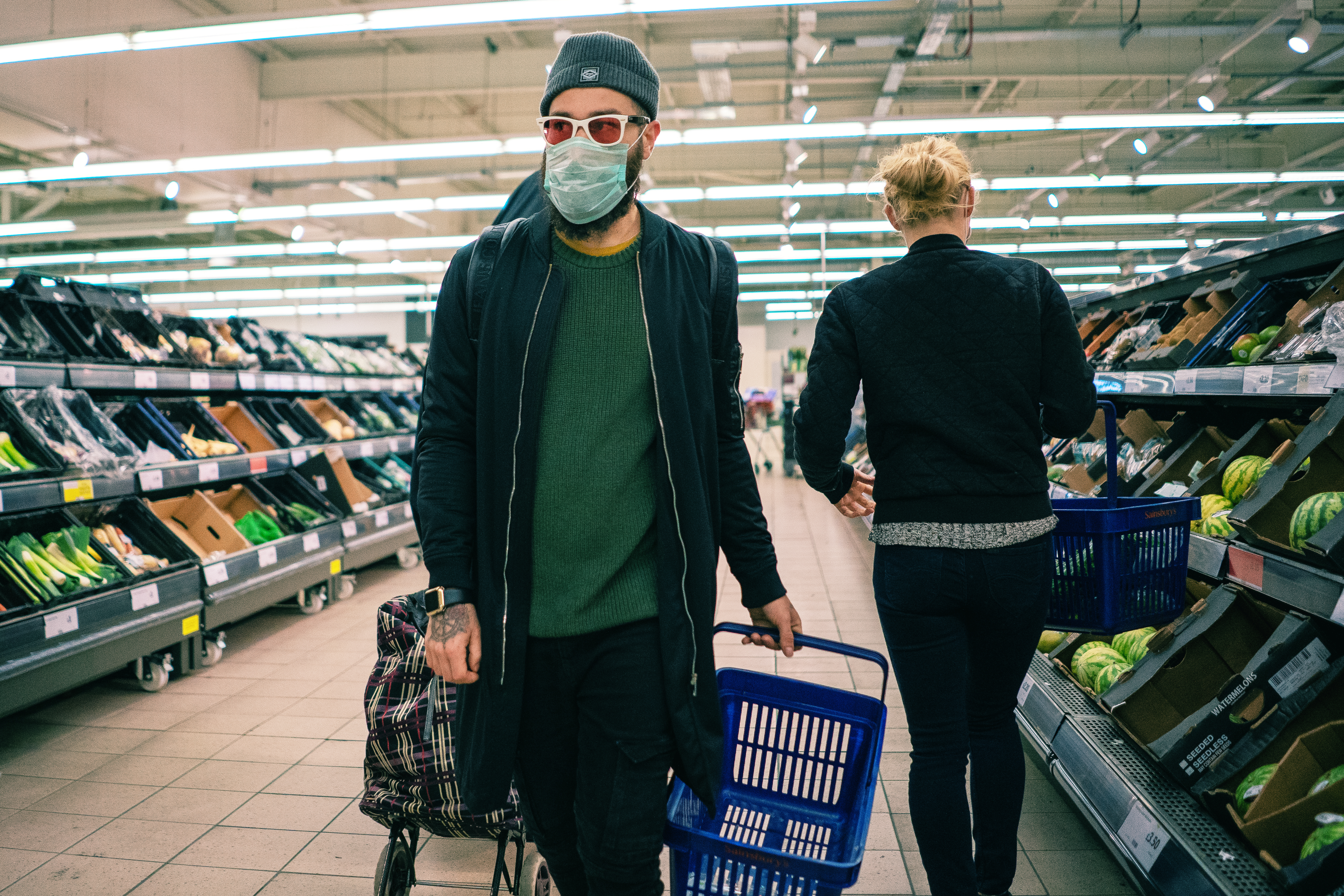
控制传染源在严重疫情期间被建议需对一般公众进行，特别是在拥挤的室内区域（如商店）中。

控制传染源（又称管理传染源）是一种通过阻止传染病感染者在说话、咳嗽或打喷嚏过程中产生呼吸道分泌物来减少疾病传播的策略。通常外科口罩便起到了这个作用，除非是缺乏外科口罩，否则不建议公众使用布口罩来应对流行病。此外，咳嗽时用面纸覆盖口鼻等也是控制传染源的一项举措。控制传染源属于预防传染病的三个基本措施（控制传染病的主要方法）之一，另外两个分别是切断传播途径和保护易感人群。

## 与个人防护设备的对比
控制传染源可以保护其他人免受穿戴者的伤害，而个人防护设备也有类似功效。布质口罩可用于控制传染源，但由于过滤效率低（通常在2％至60％之间），尽管它们易于获得且在清洗后可重复使用，但它们不被认为是个人防护设备。自制的布口罩没有任何标准或规定。
外科口罩旨在防止飞溅和喷雾，但由于面罩表面与面部之间的配合较松散，因此无法为细菌和其他污染物提供完整的呼吸保护。外科口罩受到各种国家标准的监管，具有很高的细菌过滤率。N95口罩和其他过滤式面罩呼吸器除了可以提供呼吸保护外，还可以提供源控制，但是带有排气阀的呼吸器可能不提供源控制。 
| 类型               | 控制传染源 | 吸入空气过滤 | 参考              |
| ------------------ | ---------- | ------------ | ----------------- |
| 布口罩             | 有时       | 不可         | [ 1 ] [ 2 ] [ 8 ] |
| 外科口罩           | 可以       | 不可         | [ 3 ] [ 10 ]      |
| 无排气阀的呼吸器   | 可以       | 可以         | [ 3 ]             |
| 带有排气阀的呼吸器 | 不可       | 可以         | [ 3 ]             |

## 2019冠状病毒病疫情
在2019冠状病毒病疫情期间，美国疾病控制与预防中心 （CDC）建议为在外的公众提供布口罩以进行源头控制，并建议医疗机构考虑使用口罩以防感染。所有进入设施的人。同时CDC建议医护人员和有新冠症状的患者尽量使用医用外科口罩，因为它们的保护效果更好。
世界卫生组织和欧洲疾病预防控制中心建议在疫情严重、无症状但传染性较高的非医疗保健社区环境中使用口罩，尤其是在逛杂货店，乘坐公共交通等处在拥挤的室内空间时，以及必须与许多人进行身体接触的某些工作人员。